# جون كير (سياسي أمريكي، مواليد 1789)
جون كير هو سياسي أمريكي، ولد في 27 يونيو 1789، وتوفي في 4 يناير 1850. انتخب عضو مجلس ولاية لويزيانا ‏.